# Vriesea amethystina
Vriesea amethystina är en gräsväxtart som beskrevs av Charles Jacques Édouard Morren. Vriesea amethystina ingår i släktet Vriesea och familjen Bromeliaceae. Inga underarter finns listade i Catalogue of Life.

## Bildgalleri

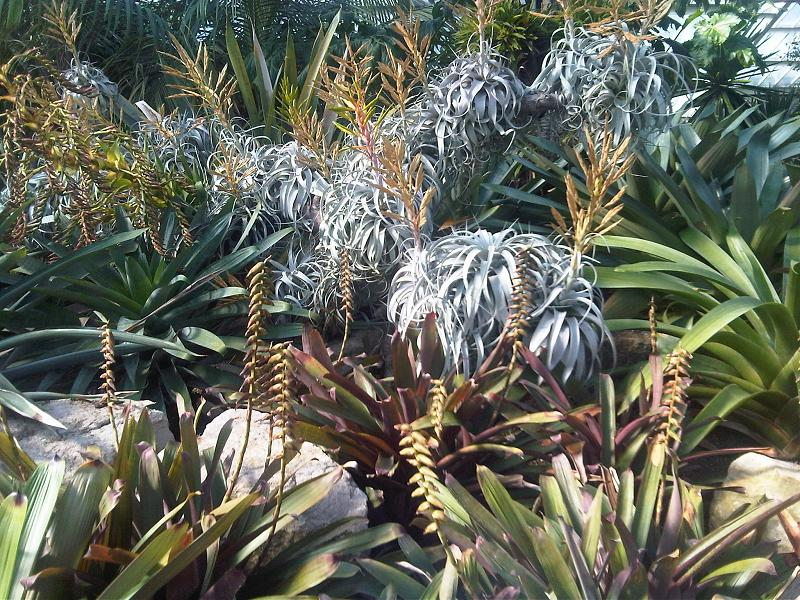
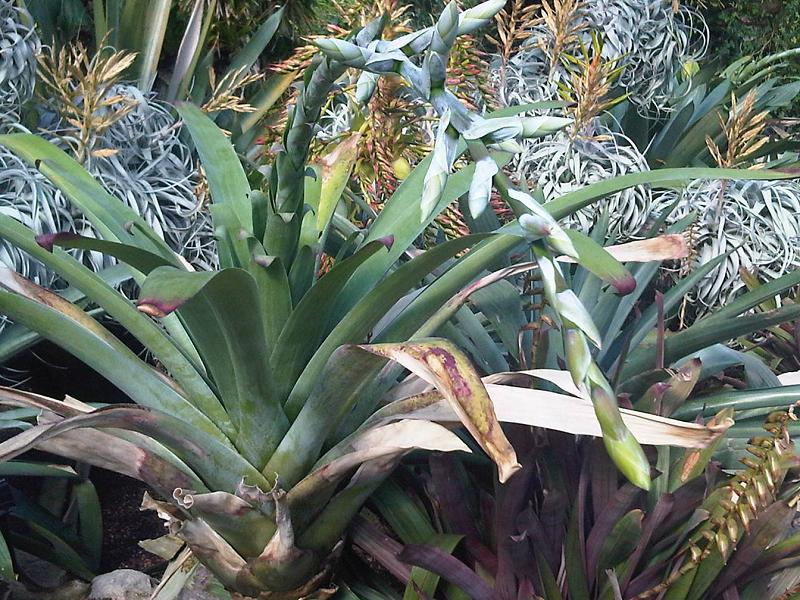